# Allchar
Allchar (auch Alsar, Alšar oder Alshar geschrieben) ist ein Gold-Arsen-Antimon-Thallium-Vorkommen im Süden Nordmazedoniens. Es entstand unter hydrothermalen Bedingungen bei niedrigen Temperaturen. Zeitweise wurde der thalliumreiche Teil des Vorkommens im Bergwerk Crven Dol abgebaut. Es wird geschätzt, dass das Erz immer noch etwa 500 t Thallium enthält. Das Mineral Lorándit aus diesem Erzvorkommen wird genutzt, um den solaren Neutrinofluss zu untersuchen.

## Geologie
Die Lagerstätte ist ein Goldvorkommen vom Carlin-Typ, ähnlich derjenigen der Carlin-Diskordanz im US-Bundesstaat Nevada. Das Erz ist eine feinverteilte Au-As-Sb-Tl-Hg-Mineralisation, die in Carbonatgesteinen aus dem Trias und vulkanische Tuff- und Dolomitgesteine eingebettet ist.

## Bergbau
Das Bergwerk Crven Dol wurde im antimonarmen und arsen- und thalliumreichen Teil der Lagerstätte angelegt. Der größte Teil des Erzes besteht aus den Mineralen Realgar, Auripigment, arsenhaltigem Pyrit und Markasit.

## Minerale

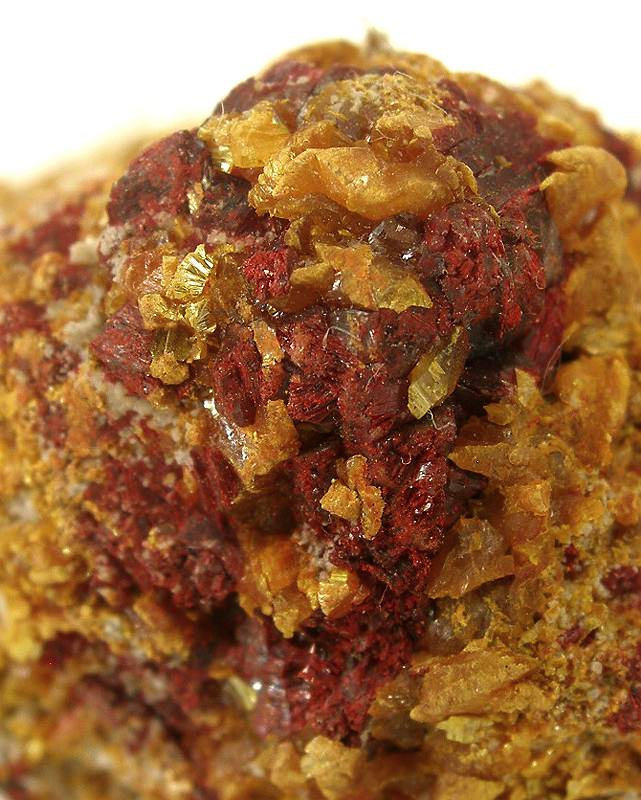
Lorandit und Auripigment aus Allchar

Die wichtigsten Minerale des Erzes sind Pyrit, Stibnit, Auripigment und Realgar. Das wichtigste Thalliummineral der Lagerstätte ist Lorándit, ein Thallium-Arsen-Sulfosalz mit der Zusammensetzung TlAsS2. Daneben ist Allchar Fundort zahlreicher seltener Thalliumminerale, insgesamt neun Minerale wurden hier auch das erste Mal entdeckt. Typlokalität ist Allchar für Bernardit (TlAs5S8), Dorallcharit (TlFe3+3(SO4)2(OH)6), Jankovićit (Tl5Sb9(As,Sb)4S22), Lorándit (TlAsS2), Parapierrotit (TlSb5S8), Picotpaulit (TlFe2S3), Raguinit (TlFeS2), Simonit (TlHgAs3S6) und Vrbait (Hg3Tl4As8Sb2S20)

## LOREX
Das Lorandit-Experiment (LOREX) verwendet Lorandit aus Allchar, um den solaren Neutrinofluss nachzuweisen. Dieses Mineral enthält große Mengen des Thalliumisotops 205Tl, das zum Neutrinoeinfang in der Lage ist und dabei das Bleiisotop 205Pb erzeugt. Dieser 205Tl(νe,e−)205-Prozess besitzt eine relativ niedrige Grenzenergie von 52 keV und eine verhältnismäßig hohe Effizienz. Mit einem Alter der Lagerstätte von 4,5 bis 4,2 Mio. Jahren kann der solare Neutrinofluss über die letzten vier Millionen Jahre bestimmt werden, sofern es möglich ist, den Gehalt an 205Pb in einer Lorandit-Probe zu bestimmen. Diese Reaktion kann nicht nur durch Neutrinos, sondern auch durch hochenergetische kosmische Partikel induziert werden, die jedoch unterschiedliche Eindringtiefen in die Erdkruste besitzen. Dadurch war es möglich, durch Messungen in unterschiedlichen Tiefen der Lagerstätte zuverlässige Daten zu erhalten.